# Gheorgheni
Gheorgheni là một thị xã thuộc hạt Harghita, România. Dân số thời điểm năm 2002 là 20018 người.